# Pascaline Edwards
Pascaline Edwards (sinh năm 1970) là một nữ diễn viên Ghana, người chiến thắng Nữ diễn viên nữ xuất sắc nhất Ghana năm 2002. Edwards được coi là một diva trong bối cảnh phim Ghana, với hơn một trăm bộ phim được ghi nhận trong sự nghiệp chuyên nghiệp kéo dài hơn hai thập kỷ. Cô cũng đã diễn xuất trong một số bộ phim Nollywood. Hiện tại, cô kết hợp sự nghiệp của mình với tư cách là một nữ diễn viên với việc quản lý trường đào tạo diễn xuất phim, Kỹ thuật điện ảnh và một trong những phòng tập thể hình hàng đầu của Ghana, Trung tâm thể dục và sức khỏe GeoDan.

## Tiểu sử
Sinh ra ở Lomé, Togo năm 1970, Pascaline Edwards đến Ghana năm 1986 và học tại trường trung học Ghanatta. Gần tuổi thiếu niên, cô mài giũa kỹ năng sân khấu vào đầu những năm 1990 với tư cách là thành viên của một trong những nhóm diễn xuất hàng đầu của Ghana, Nhóm kịch tài năng.
Với việc diễn xuất đến với Edwards một cách tự nhiên, cô đã giành chiến thắng và nổi bật với vai trò nữ diễn viên chính trong The Leopard's Choice (1992). Sự xuất hiện của bộ phim đầu tiên của Edwards bắt đầu với bộ phim Diabolo (1993).
Edwards đã trở lại với diễn xuất trên sân khấu và bước đột phá lớn của cô đã đến với một loạt các màn trình diễn kinh điển khi lễ kỷ niệm Ngày giải phóng để kỷ niệm xóa bỏ chế độ nô lệ được giới thiệu ở Ghana vào năm 1995.
Edwards đã đóng vai Fathia Nkrumah, vợ của Tổng thống đầu tiên của Ghana, Tiến sĩ Kwame Nkrumah trong một bộ phim được dàn dựng trong lễ kỷ niệm và đóng vai vợ của cựu thương nhân nô lệ, người hoạt động trong việc bãi bỏ buôn bán nô lệ trong bộ phim Abolition (1995).